# NGC 1047
NGC 1047 est une galaxie lenticulaire naine située dans la constellation de la Baleine. NGC 1047 a été découverte par l'astronome américain Lewis Swift en 1885.

## Caractéristiques
Sa vitesse par rapport au fond diffus cosmologique est de 1 204 ± 16 km/s, ce qui correspond à une distance de Hubble de 17,8 ± 1,3 Mpc (∼58,1 millions d'al).
À ce jour, une mesure non basée sur le décalage vers le rouge (redshift) donne une distance d'environ 4,630 Mpc (∼15,1 millions d'al). Cette valeur est loin à l'extérieur mais compatible avec les valeurs de la distance de Hubble. Comme cette galaxie est relativement rapprochée du Groupe local, il se pourrait que cette valeur soit plus près de la distance réelle de celle-ci. Notons cependant que c'est avec la valeur moyenne des mesures indépendantes, lorsqu'elles existent, que la base de données NASA/IPAC calcule le diamètre d'une galaxie.

## Groupe de NGC 1084
NGC 1047 appartient au groupe de NGC 1084 qui compte au moins 14 galaxies dont les galaxies du catalogue NGC suivantes : NGC 988, NGC 991, NGC 1022, NGC 1035, NGC 1042, NGC 1047, NGC 1051 (=NGC 961), NGC 1052, NGC 1084, NGC 1110, et NGC 1140. Toutes ces galaxies, sauf NGC 1047 et NGC 1140, sont aussi mentionnées dans une liste publiée sur le site « Un Atlas de L'Univers » de Richard Powell. Powell emploie toutefois le nom de groupe de NGC 1052.

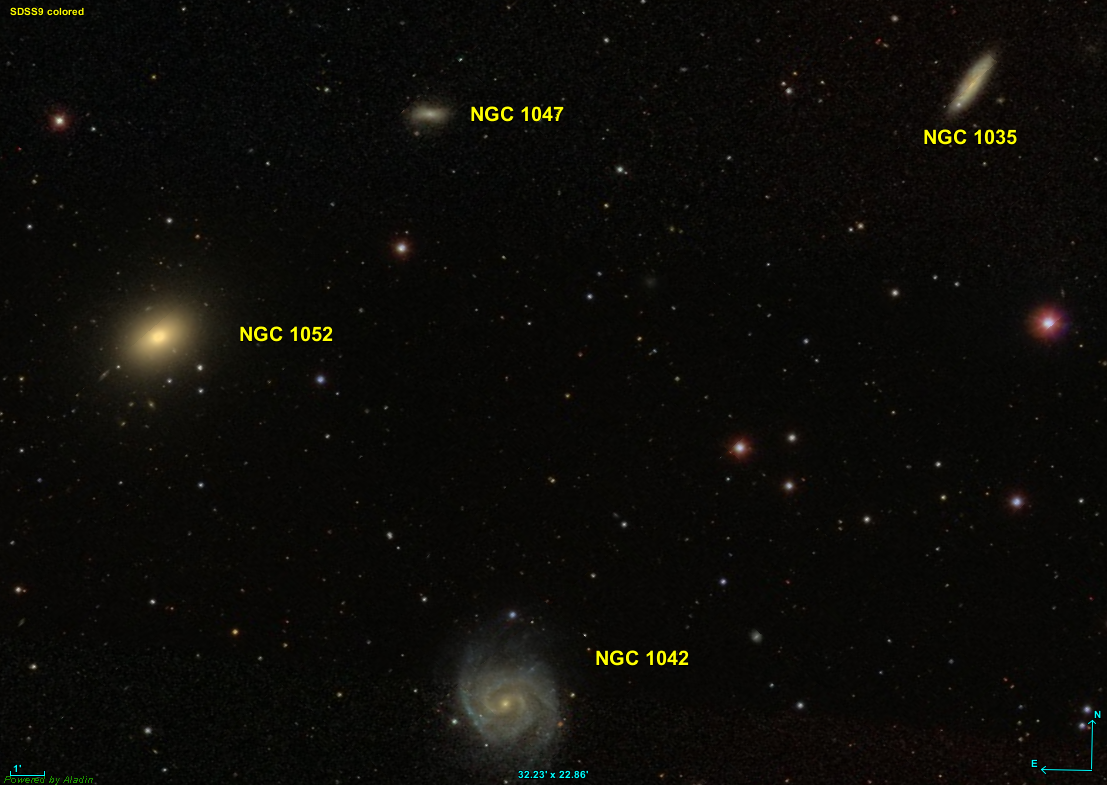
Les galaxies NGC 1035, NGC 1042, NGC 1047 et NGC 1052. (SDSS)